# Эль-Хардж
Эль-Хардж, или Эс-Сайх (араб. الخرج‎) — город в центральной части Саудовской Аравии, в составе одноимённой мухафазы в округе Эр-Рияд, в 77 км к югу от столицы Эр-Рияда.
Транспортное сообщение Эль-Харджа со столицей государства, а также с Эд-Даммамом осуществляется посредством железной дороги.
В число городских достопримечательностей входят старинные колодцы, дворец Абдул-Азиза и мечеть.
На территории Эль-Харджа расположен аэродром имени принца Султана Королевских ВВС Саудовской Аравии, где базируются всепогодные истребители четвёртого поколения Макдоннел-Дуглас F-15 «Игл».
В период войны в Персидском заливе в Эль-Хардже были расквартированы подразделения Международной коалиции ООН.